# Helia cruciata
Helia cruciata là một loài bướm đêm trong họ Erebidae.